# RAF Bomber Command
RAF Bomber Command (RAF BC) – dowództwo, któremu podlegały dywizjony bombowe RAF w latach 1936-1968. W czasie II wojny światowej, samoloty RAF BC dokonały poważnych zniszczeń infrastruktury przemysłowej III Rzeszy, jak również wielu niemieckich miast, a w latach sześćdziesiątych XX wieku osiągnęło szczyt swych powojennych możliwości z samolotami serii "V" wyposażonymi w broń nuklearną i pomocniczymi lekkimi bombowcami Canberra.
W okresie międzywojennym powszechnie uważano, że samoloty bombowe zawsze dotrą do celu, brak było bowiem systemów wczesnego ostrzegania, które pozwoliłyby obrońcom poderwać – z odpowiednim wyprzedzeniem – własne samoloty myśliwskie celem zapobieżenia nalotowi. Dopiero wynalezienie radaru w końcu lat trzydziestych XX wieku zmieniło sytuację. Od tego też momentu rozpoczęła się rywalizacja o zbudowanie doskonalszego od przeciwnika systemu wczesnego ostrzegania, a następnie wykrywania i dokładnego oznaczania celu ataków. Wyścig ten trwał niemal do końca wojny i zakończył się zdecydowanym zwycięstwem aliantów.

## Odznaczeni
W szeregach RAF BC służyło dziewiętnastu kawalerów odznaczenia Victoria Cross, z czego dziewięciu pośmiertnie. Udekorowani zostali między innymi dwaj członkowie tej samej załogi za akcję przeprowadzoną 12 maja 1940 roku podczas walk w Belgii. 12 Dywizjon RAF, wyposażony w przestarzałe samoloty Fairey Battle, otrzymał rozkaz zaatakowania dwóch mostów na Kanale Alberta w pobliżu Maastricht. z całego dywizjonu, składającego się z pięciu maszyn, cztery zostały strącone przez artylerię przeciwlotniczą i myśliwce niemieckie, zaś piąty powrócił do bazy mocno uszkodzony. Jeden z czterech zestrzelonych bombowców, dowodzony przez podporucznika-pilota Donalda Garlanda, znurkował z pułapu 2000 m i mimo silnego ognia zdołał zniszczyć jeden z mostów. Garland i jego obserwator, sierżant Tom Gray, zostali pośmiertnie udekorowani Krzyżami Wiktorii.

## Operacje
W początkowym okresie wojny RAF BC nastawione było na atakowanie wyłącznie celów militarnych, ale po rozpoczętych przez Niemców bombardowaniach miast brytyjskich, jak Londyn czy Coventry, strategia sojuszników uległa zdecydowanej zmianie. Arthur Harris, dowódca RAF Bomber Command, wskazywał na potrzebę złamania niemieckiego potencjału przemysłowego i ludzkiego, zniszczenia sieci transportowej i osłabienia morale ludności w Niemczech. Przystąpiono do nalotów dywanowych, których największe nasilenie nastąpiło w roku 1944. Ponosząc wielkie straty samoloty RAF BC (także sterowane przez polskich lotników) bombardowały, głównie nocami, wszystkie większe niemieckie miasta, jak Berlin, Hamburg, Kolonię, czy w najbardziej kontrowersyjnym nalocie Drezno. W lipcu 1944 roku RAF BC osiągnęło największą liczebność personelu latającego i naziemnego: 1 185 833 osób, w tym ponad 100 000 kobiet.
W sierpniu 2006 roku wzniesiono w katedrze w Lincoln pomnik upamiętniający ponad 50 000 członków załóg Bomber Command, którzy ponieśli śmierć w czasie wojny.